# Kryry
Kryry es una localidad del distrito de Louny en la región de Ústí nad Labem, República Checa, con una población estimada a principio del año 2018 de 2318 habitantes. 
Se encuentra ubicada al suroeste de la región, cerca de la orilla del río Ohře —un afluente izquierdo del río Elba— y de las regiones de Karlovy Vary y Bohemia Central.Está ubicado en las Tierras Altas de Rakovník. El punto más alto se encuentra cerca de la cima de la colina Hůrka, a 435 m sobre el nivel del mar.